# Angelo Bergamonti
Angelo Bergamonti (Guassola, 18 de marzo de 1939 - Riccione, 4 de abril de 1971) fue un piloto de motociclismo italiano que compitió en el Campeonato del Mundo de Motociclismo desde 1966 hasta su muerte en 1971. Su mejor temporada fue en 1970 cuando acabó tercero en la clasificación general en la categoría de 500 cc.

## Biografía

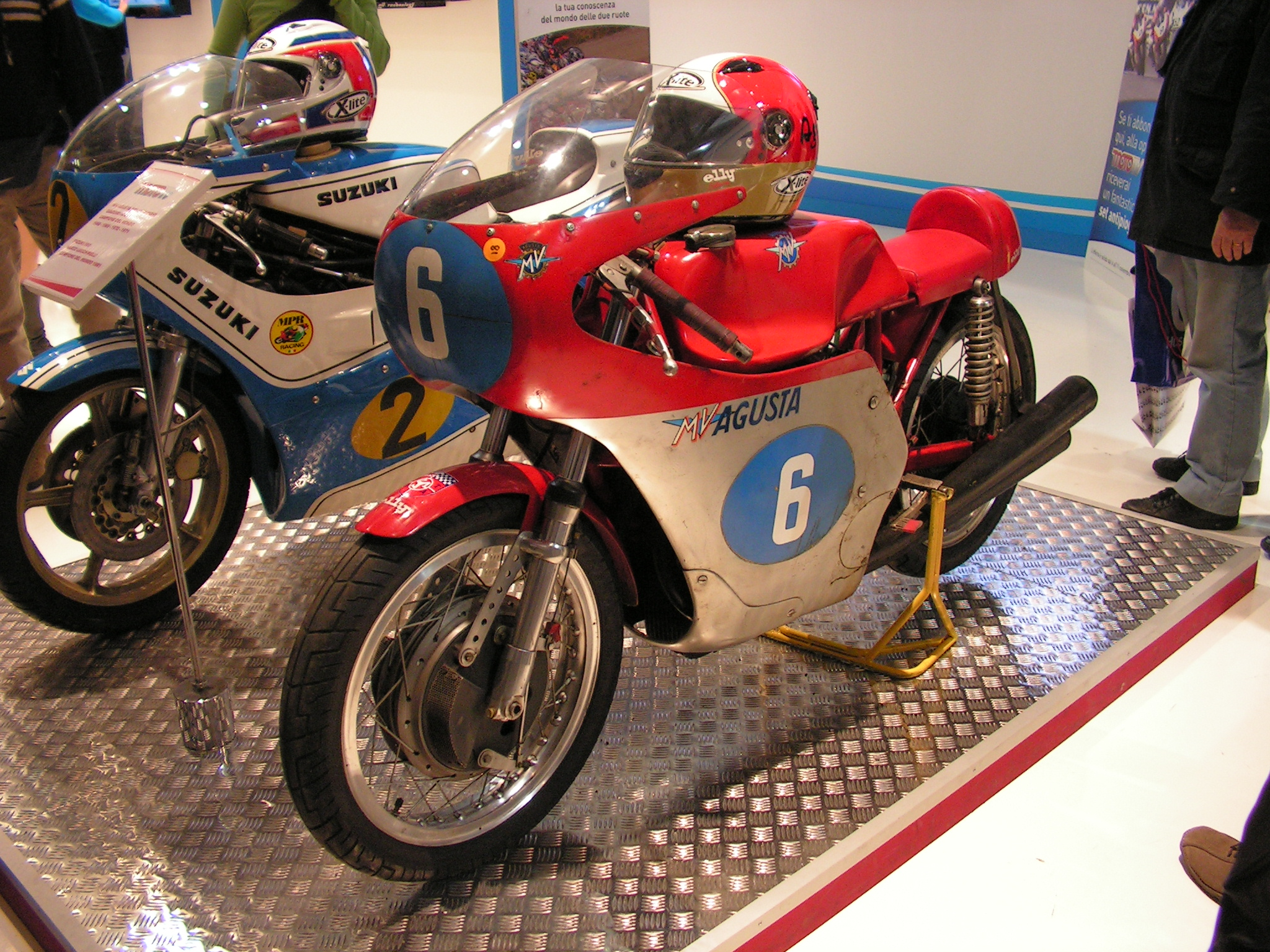
La MV Agusta 350 de Angelo Bergamonti

Su carrera en el motociclismo estuvo plagada de victorias, no solo en las carreras sino también carreras de ascenso (venció dos títulos italianos), utilizando modelos de motocicleta de varias marca como Moto Morini, Aermacchi, Paton, LinTo y MV Agusta. En esta última casa, había sido contratado como piloto de pruebas para el desarrollo del prototipo "350 seis cilindros" y se convirtió en piloto oficial junto a Giacomo Agostini, en 1970. Esa temporada, Bergamonti obtuvo los éxitos más importantes, ganando 2 victorias en el Gran Premio de España de 350 y 500cc.
Su primera temporada completa en el Campeonato del Mundo de Motociclismo de 1967 acabó con un podio en el GP de Naciones a bordo de una Paton 500. Ese podio se repitió en el GP de Naciones del siguiente año.
Además de los éxitos en el campeonato mundial, destacó los títulos obtenidos en Campeonato italiano en 5 ocasionesː 125, 250 y 500cc, dos en 1967 y uno en 1970.
Falleció en el circuito Riccione, durante una carrera de la Temporada Romagnola marcada por fuertes lluvias, y que acabó con la victoria de Giacomo Agostini, ambos con MV Agusta.
La muerte de Bergamonti en el accidente de temporada Romagnola en abril de 1971 también marcó el final en Italia de las competiciones en carreteras normalmente abiertas al tráfico.

## Resultados en el Campeonato del Mundo
Sistema de puntuación desde 1950 hasta 1968:
| Posición | 1.º | 2.º | 3.º | 4.º | 5.º | 6.º |
| Puntos   | 8   | 6   | 4   | 3   | 2   | 1   |

Sistema de puntuación desde 1969 hasta 1987:
| Posición | 1.º | 2.º | 3.º | 4.º | 5.º | 6.º | 7.º | 8.º | 9.º | 10.º |
| Puntos   | 15  | 12  | 10  | 8   | 6   | 5   | 4   | 3   | 2   | 1    |

### Carreras por año
(Clave) (negrita indica pole position) (cursiva indica vuelta rápida)

| Año  | Clase | Equipo                | 1       | 2       | 3       | 4       | 5       | 6     | 7     | 8     | 9     | 10      | 11    | 12    | 13 | Pts. | Pos. |
| ---- | ----- | --------------------- | ------- | ------- | ------- | ------- | ------- | ----- | ----- | ----- | ----- | ------- | ----- | ----- | -- | ---- | ---- |
| 1966 | 250cc | Paton                 | ESP -   | GER -   | FRA -   | NED 14  | BEL -   | DDR - | CZE - | FIN - | ULS - | IOM -   | NAT - | JPN - |    | 0    | -    |
| 1967 | 250cc | Hannah Paton          | ESP -   | GER -   | FRA -   | IOM Ret | NED -   | BEL - | DDR - | CZE - | FIN - | ULS -   | NAT - | CAN - |    | 0    | -    |
| 1967 | 500cc | Hannah Paton          |         | GER -   | FRA -   | IOM Ret | NED 11  | BEL - | DDR - | CZE - | FIN - | ULS -   | NAT - | CAN - |    | 0    | -    |
| 1968 | 250cc | Aermacchi             | GER -   | ESP 10  | IOM -   | NED -   | BEL 13  | DDR - | CZE - | FIN - | ULS - | NAT Ret |       |       |    | 0    | -    |
| 1968 | 350cc | Hannah Paton          | GER -   |         | IOM 19  | NED -   |         | DDR - | CZE - |       | ULS - | NAT Ret |       |       |    | 0    | -    |
| 1968 | 500cc | Hannah Paton          | GER Ret | ESP 4   | IOM Ret | NED -   | BEL -   | DDR - | CZE - | FIN - | ULS - | NAT 3   |       |       |    | 7    | 10.º |
| 1969 | 250cc | Aermacchi             | ESP Ret | GER 6   | FRA 5   | IOM Ret | NED -   | BEL - | DDR - | CZE - | FIN - | ULS -   | NAT - | YUG - |    | 11   | 18.º |
| 1969 | 350cc | Aermacchi             | ESP -   | GER -   |         | IOM Ret | NED -   |       | DDR - | CZE - | FIN - | ULS -   | NAT - | YUG - |    | 0    | -    |
| 1969 | 500cc | Paton                 | ESP 2   | GER Ret | FRA Ret | IOM Ret | NED -   | BEL - | DDR - | CZE - | FIN - | ULS -   | NAT - | YUG - |    | 12   | 18.º |
| 1970 | 125cc | Aermacchi             | GER -   | FRA Ret | YUG 3   | IOM -   | NED Ret | BEL - | DDR - | CZE - | FIN - | ULS -   | NAT - | ESP - |    | 10   | 17.º |
| 1970 | 250cc | Aermacchi             | GER -   | FRA 5   | YUG -   | IOM -   | NED -   | BEL - | DDR - | CZE - | FIN - | ULS -   | NAT - | ESP - |    | 6    | 28.º |
| 1970 | 350cc | MV Agusta             | GER -   |         | YUG -   | IOM -   | NED -   |       | DDR - | CZE - | FIN - | ULS -   | NAT 2 | ESP 1 |    | 27   | 7.º  |
| 1970 | 500cc | Aermacchi / MV Agusta | GER -   | FRA 4   | YUG 2   | IOM -   | NED 2   | BEL - | DDR - |       | FIN - | ULS -   | NAT 2 | ESP 1 |    | 59   | 3.º  |